# Stadtteich Jáchymov

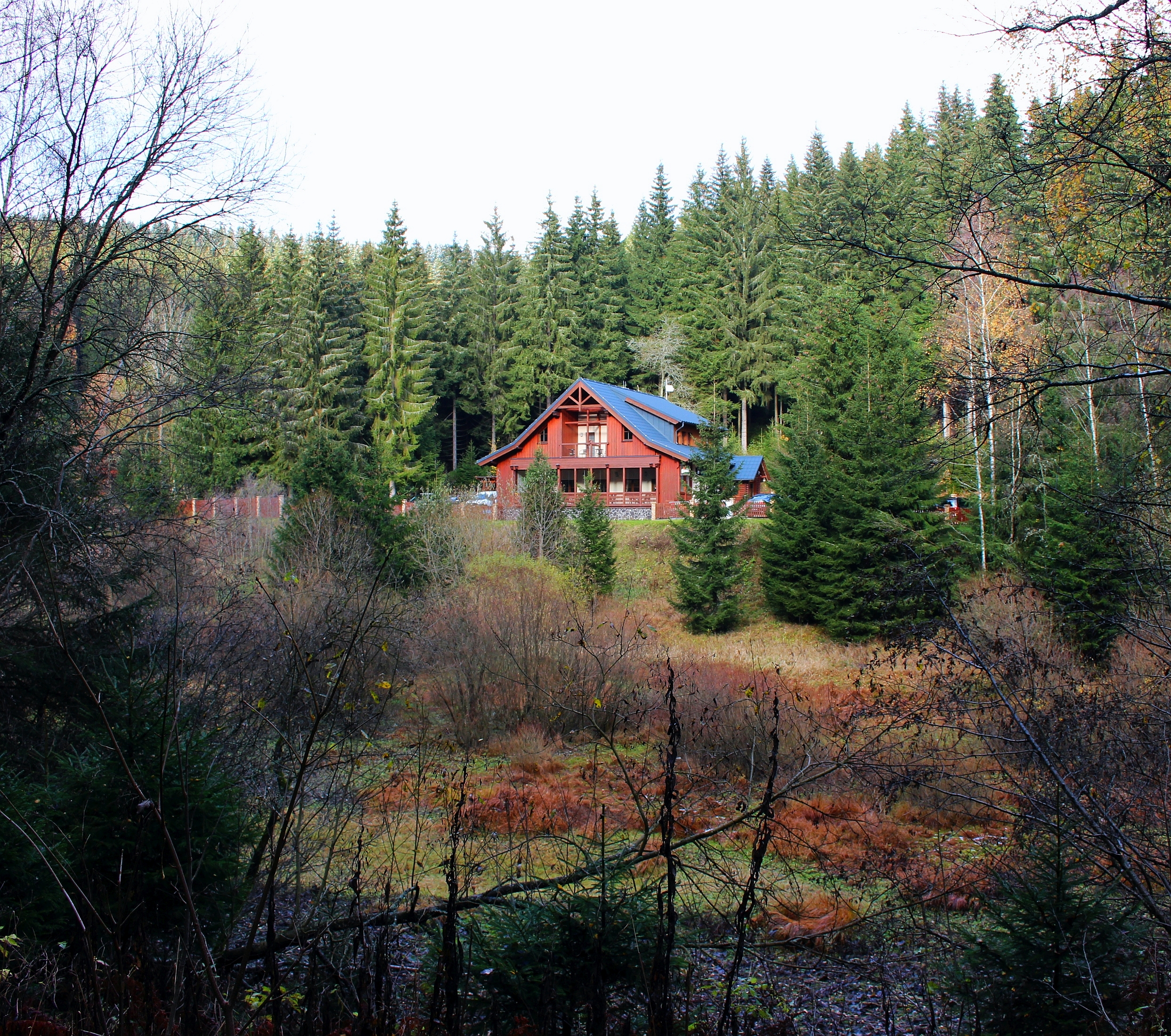
Ehemaliger Teich im Herbst 2023

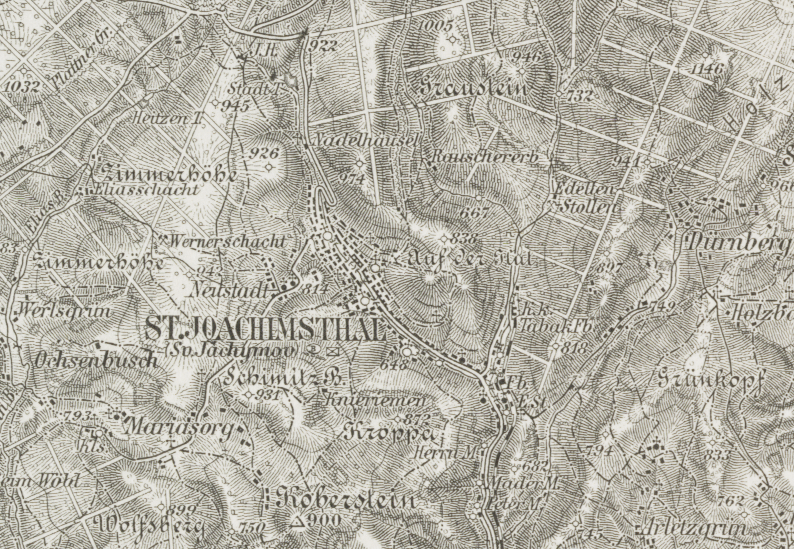
Stadtteich und Plattner Graben auf einem historischen Kartenausschnitt

Der Stadtteich war Kunstteich nördlich der tschechischen Stadt Jáchymov (deutsch Sankt Joachimsthal) im böhmischen Teil des Erzgebirges.
Der Teich wurde 1552 nach Plänen von Anton Reiß und Jacob Genesis angelegt. Er staute den Jáchymovský potok und versorgte die bergmännische Kunst des Goppelschachts, der Hohen Tanne und der Grube Einigkeit. Am 29. April 1593 brach der Staudamm und das auslaufende Wasser verursachte erhebliche Schäden. 1930 wurde im Stadtteich ein Waldschwimmbad mit Bootsverleih angelegt. Als im Frühjahr 1981 erneut der Staudamm brach und Schäden im Tal entstanden, verzichtete man auf eine Wiederherstellung.
Um den im Tal liegenden Bergwerken mehr Aufschlagwasser zur Verfügung zu stellen, wurde zu einem nicht bestimmbaren Zeitpunkt ausgehend vom Stadtteich der Plattner Graben auch Plattnergraben – nicht zu verwechseln mit dem in der Nähe verlaufenden Plattner Kunstgraben – angelegt, der über den westlich verlaufen Bergrücken geführt wurde und von dort das Wasser mehrerer dem Eliášův potok (deutsch Lindigbach) zufließenden Quellbäche sammelte.